# Voir Dire (Earl Sweatshirt e The Alchemist)
Voir Dire è un album in studio collaborativo del rapper statunitense Earl Sweatshirt e del produttore discografico statunitense The Alchemist, pubblicato nel 2023.

## Tracce
Testi di Thebe Kgositsile eccetto dove indicato, musiche di Alan Daniel Maman.
1. 100 High Street – 1:34
2. Vin Skully – 1:53
3. Sentry (featuring Mike) – 2:21 (testo: Kgositsile, Michael Bonema)
4. All the Small Things – 1:59
5. My Brother, the Wind – 2:09
6. 27 Braids – 2:04
7. Mac Deuce – 2:08
8. Sirius Blac – 2:19
9. Geb – 2:47
10. Dead Zone – 3:41
11. Free the Ruler – 2:26

- Edizione Streaming

1. 100 High Street – 1:34
2. Vin Skully – 1:53
3. Sentry (featuring Mike) – 2:16
4. Heat Check – 2:29
5. Mancala (featuring Vince Staples) – 2:41 (testo: Vincent Staples)
6. 27 Braids – 2:05
7. Mac Deuce – 2:08
8. Sirius Blac – 2:08
9. Dead Zone – 3:07
10. The Caliphate (featuring Vince Staples) – 3:50 (testo: Vincent Staples)
11. Free the Ruler – 2:26